# أغيلار دي كامبوس
أغيلار دي كامبوس (بالإسبانية: Aguilar de Campos) هي بلدية تقع في مقاطعة بلد الوليد، قشتالة وليون، إسبانيا. وفقًا لتعداد عام 2004 (المعهد الوطني للإحصائيات)، يبلغ عدد سكان البلدية 337 نسمة.